# Alchemilla decalvans
Alchemilla decalvans är en rosväxtart som beskrevs av Sergei Vasilievich Juzepczuk. Alchemilla decalvans ingår i släktet daggkåpor, och familjen rosväxter. Inga underarter finns listade i Catalogue of Life.